# Dichelyma pallescens
Dichelyma pallescens är en bladmossart som beskrevs av Bruch och W. P. Schimper in B.S.G. 1846. Dichelyma pallescens ingår i släktet klomossor, och familjen Fontinalaceae. Inga underarter finns listade i Catalogue of Life.